# David Trueba
David Trueba, född 1969, är en spansk filmregissör. Hans filmer har nominerats till Goyapriset för bästa regi flera gånger.
Han har varit gift med skådespelerskan Ariadna Gil och är yngre bror till regissören Fernando Trueba.

## Filmografi (i urval)
- 1996 – La buena vida
- 2003 – Soldiers of Salamina
- 2013 – Living Is Easy with Eyes Closed